# Como yo no hay dos
Como yo no hay dos es una película en blanco y negro de Argentina dirigida por Kurt Land sobre el guion de Ariel Cortazzo que se estrenó el 24 de julio de 1952 y que tuvo como protagonistas a Pepe Iglesias, Pepita Muñoz, Olga Gatti, Margarita Padín y Marcos Caplán.

## Sinopsis
Un mentiroso que vive en una pensión se convierte en estrella de la radio.

## Reparto
- Pepe Iglesias ... Pepe Céspedes
- Pepita Muñoz ... Doña Cirila
- Olga Gatti ... Rosita
- Margarita Padín ... Josefa
- Marcos Caplán ... Director Gral. Manuel Peláez
- Raimundo Pastore ... Director Artístico
- Juan José Porta ... Morales
- Toti Muñoz ... Florinda
- Jorge Villoldo ... Portero
- Ángel Eleta ... "La Voz de Almíbar del Caribe"
- Roberto Blanco ... Ladrón 1
- Iván Casado ... Como él mismo
- Adolfo Lauría
- Germán Vega ... Ladrón 2
- Roberto Croharé
- Waldir Azevedo ... Como él mismo
- Miguel Ligero ... Don Mestre
- Aída Villadeamigo
- Arturo Arcari ... Antonio
- Francisco Audenino
- Santiago Rebull ... Rodríguez

## Comentarios
Clarín opinó sobre el filme:

”Kurt Land limita su labor directiva a una persecución tenaz del intérprete.”

Por su parte Noticias Gráficas dijo en su crónica:

”Kurt Land…le imprimió la conveniente agilidad y ha contado además con la intervención de un grupo de intérpretes conocidos.”